# Zakataljski rajon
Zakataljski rajon (azerski: Zaqatala rayonu) je jedan od 66 azerbajdžanskih rajona. Zakataljski rajon se nalazi na sjeveru Azerbajdžana te graniči s Gruzijom i Rusijom. Središte rajona je Zakatala. Površina Zakataljskog rajona rajona iznosi 1.350 km². Zakataljski rajon je prema popisu stanovništva iz 2009. imao 118.228 stanovnika, od čega su 58.041 muškarci, a 60.187 žene.
Zakataljski rajon se sastoji od 31 općina.